# Ischiolepta nitida
Ischiolepta nitida är en tvåvingeart som först beskrevs av Oswald Duda 1920.  Ischiolepta nitida ingår i släktet Ischiolepta och familjen hoppflugor. Arten är reproducerande i Sverige. Inga underarter finns listade i Catalogue of Life.